# Pomník Marie Terezie (Vídeň)
Pomník Marie Terezie je monumentální bronzové sousoší císařovny a královny Marie Terezie (1740–1780) od významného německého umělce Caspara von Zumbusche. Od r. 1888 stojí na dnešním Náměstí Marie Terezie ve Vídni.

## Historické pozadí
Rakouské císařství mělo v pol. 70. let 19. století za sebou sérii sérii událostí, které otřásly samými základy podunajské monarchie. V r. 1859 ztratila monarchie Lombardii, v r. 1866 Benátsko, v témže roce (1866) prohrála i bitvu u Hradce Králové, příští rok (1867) se Uhersko stalo vnitřně de facto nezávislé na Vídni, od r. 1871 se evropským hegemonem stalo Německé císařství a krach na vídeňské burze roku 1873 vyvolal nejistoty finanční a sociální (vznik nových křesťansko-sociálních a socialistických stran). Navíc se čím dál tím víc ozývaly i separatistické a nacionalistické tendence z neněmeckých oblastí.

## Vznik pomníku

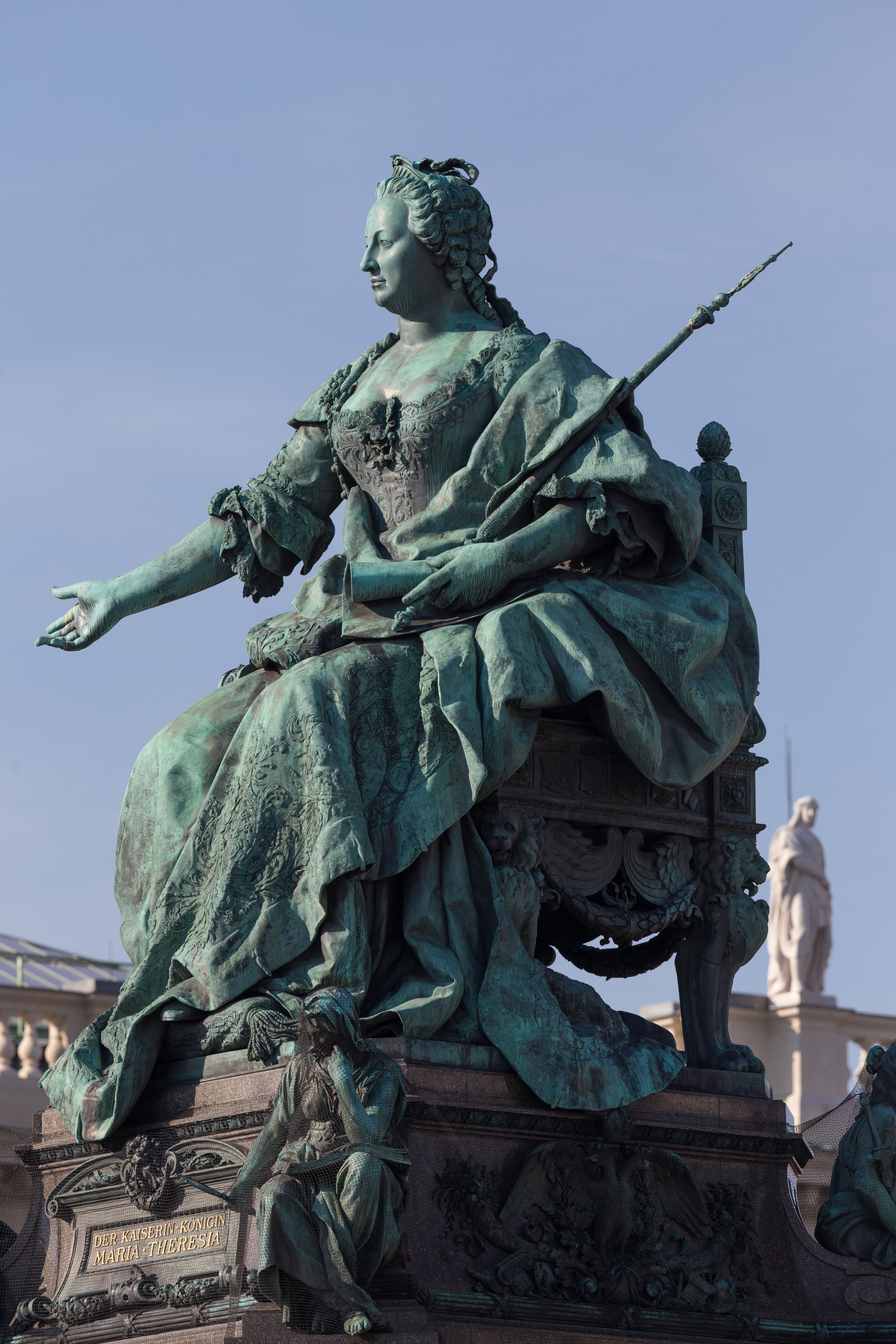
Socha Marie Terezie (detail památníku)

Jako reakce na možné sociální i národnostní bouře se vídeňská vláda rozhodla postavit pomník Marii Terezii, který by se mohl stát symbolem jednoty monarchie. Z mnoha návrhů byl nakonec r. 1875 vybrán návrh Caspara von Zumbusche, představující Marii Terezii na trůně s pragmatickou sankcí v ruce. Sochař na sousoší pracoval 13 let. Pomník byl odhalen 13. května 1888, v den výročí narození Marie Terezie.